# Jerome Rivera
Jerome Rivera (22 de abril de 1995, Santa Fe, Nuevo México, Estados Unidos) es un artista marcial mixto estadounidense que compite en la división de peso mosca. Ha competido sobre todo en Ultimate Fighting Championship.

## Antecedentes
Rivera comenzó a entrenar en 2011, Rivera tenía un cinturón de kick boxing amateur para SWKA, que es una promoción en Las Cruces, Nuevo México. Desde que era un niño, le gustaba ver UFC y luchó en la escuela.

## Carrera en artes marciales mixtas

### Carrera temprana
Profesional desde marzo de 2014 y representando a Lutrell Yee MMA y Destroya MMA, en su debut en MMA en Triple-A MMA 5 Redemption at the Rock, se enfrentó a Levi Lucero y lo sometió vía estrangulamiento por detrás en el primer asalto. Rivera también derrotó a sus siguientes tres oponentes que incluyeron victorias sobre Rudy Kennedy y Alejandro Diaz. Derrotó a Jesus Urbina en KOTC Thunder por decisión unánime. En Jackson-Wink Fight Might 1, Rivera noqueó a Saul Elizondo en el segundo asalto por estrangulamiento en la espalda. Luego, en su debut en Legacy Fighting Alliance en LFA 10, se enfrentó a Zac Riley y pasó a derrotarlo por decisión unánime para recoger su segunda victoria por decisión como profesional junto con su primera victoria bajo la bandera de Legacy Fighting Alliance.
En junio de 2017, Rivera perdió por primera vez ante Roberto Sanchez (sumisión en el tercer asalto, barra de brazo). Unos 11 meses después, sufrió una dislocación de codo en una derrota por lesión ante Brandon Royval. Rivera se sometió a una cirugía Tommy John en mayo de 2018 y regresó apenas nueve meses después para la que era entonces su novena pelea profesional. Ganó esa y las dos siguientes. Durante este tiempo, cavaba pozos con un brazo un par de semanas después de la cirugía de codo, desesperado por cualquier trabajo para asegurarse de proporcionar la llegada de Emilia, que tenía dos años.
En el Jackson's MMA Series 27, Rivera se enfrentó a Gene Perez y consiguió golpearlo en el primer asalto mediante un armbar. En su cuarta aparición con Legacy Fighting Alliance, se enfrentó a Kendrick Latchman en el evento coprincipal de LFA 80 y lo sometió vía estrangulamiento por triángulo en el segundo asalto. La victoria también le aseguró a Rivera la séptima victoria por sumisión de su carrera profesional. También consiguió su segunda victoria con la LFA en el proceso.
Se le dio una oportunidad para un contrato de UFC en el Dana White's Contender Series, luchando contra Luis Rodríguez en el Dana White's Contender Series 27 el 4 de agosto de 2020. Ganó el combate por decisión unánime, pero no se le ofreció un contrato con la UFC.

### Ultimate Fighting Championship
Después de su victoria en el DWCS y de que no le ofrecieran un contrato, a Rivera le ofrecieron debutar en la UFC como sustituto de Matt Schnell después de que se viera obligado a retirarse del combate contra Nam la semana anterior. Rivera debutó en la UFC contra Tyson Nam el 19 de septiembre de 2020 en UFC Fight Night: Covington vs. Woodley en un combate de peso gallo. Perdió el combate por nocaut técnico a principios del segundo asalto.
Volviendo al peso mosca, Rivera se enfrentó a Francisco Figueiredo en UFC on ESPN: Chiesa vs. Magny el 20 de enero de 2021. Perdió el combate por decisión unánime.
Rivera se enfrentó a Ode' Osbourne el 6 de febrero de 2021 en UFC Fight Night: Overeem vs. Volkov en un combate de peso pluma, como reemplazo de Denys Bondar. Rivera perdió el combate por nocaut en el primer asalto.
Rivera se enfrentó a Zhalgas Zhumagulov el 10 de julio de 2021 en UFC 264 en un combate de peso mosca. Perdió el combate por sumisión en el primer asalto.
El 21 de agosto de 2021, se anunció que Rivera fue liberado por la UFC.

## Récord en artes marciales mixtas
| Resultado | Récord | Oponente             | Método                                     | Evento                                 | Fecha                    | Ronda | Tiempo | Localización              | Notas                                   |
| --------- | ------ | -------------------- | ------------------------------------------ | -------------------------------------- | ------------------------ | ----- | ------ | ------------------------- | --------------------------------------- |
| Derrota   | 10-6   | Zhalgas Zhumagulov   | Sumisión (estrangulamiento por guillotina) | UFC 264                                | 10 de julio de 2021      | 1     | 2:02   | Las Vegas, Nevada         | Regreso al peso mosca.                  |
| Derrota   | 10-5   | Ode' Osbourne        | KO (puñetazos)                             | UFC Fight Night: Overeem vs. Volkov    | 6 de febrero de 2021     | 1     | 0:26   | Las Vegas, Nevada         | Debut en el peso pluma.                 |
| Derrota   | 10-4   | Francisco Figueiredo | Decisión (unánime)                         | UFC on ESPN: Chiesa vs. Magny          | 20 de enero de 2021      | 3     | 5:00   | Abu Dhabi                 |                                         |
| Derrota   | 10-3   | Tyson Nam            | TKO (puñetazos)                            | UFC Fight Night: Covington vs. Woodley | 19 de septiembre de 2020 | 2     | 0:34   | Las Vegas, Nevada         | Combate de peso gallo.                  |
| Victoria  | 10-2   | Ronaldo Rodríguez    | Decisión (unánime)                         | Dana White's Contender Series 27       | 4 de agosto de 2020      | 3     | 5:00   | Las Vegas, Nevada         |                                         |
| Victoria  | 9-2    | Kendrick Latchman    | Sumisión (estrangulamiento por triángulo)  | LFA 80                                 | 17 de enero de 2020      | 2     | 4:12   | Albuquerque, Nuevo México |                                         |
| Victoria  | 8-2    | Gene Perez           | Sumisión (barra de brazo)                  | Jackson's MMA Series 27                | 23 de febrero de 2019    | 1     | 1:07   | Santa Fe, Nuevo México    |                                         |
| Derrota   | 7-2    | Brandon Royval       | TKO (lesión en el brazo)                   | LFA 39                                 | 4 de mayo de 2018        | 1     | 0:40   | Vail, Colorado            |                                         |
| Derrota   | 7-1    | Roberto Sanchez      | Sumisión (barra de brazo)                  | LFA 14                                 | 23 de junio de 2017      | 3     | 3:41   | Houston, Texas            | Por el Campeonato de Peso Mosca de LFA. |
| Victoria  | 7-0    | Zac Riley            | Decisión (unánime)                         | LFA 10                                 | 21 de abril de 2017      | 3     | 5:00   | Pueblo, Colorado          | Debut en el peso gallo.                 |
| Victoria  | 6-0    | Saul Elizondo        | Sumisión (estrangulamiento por detrás)     | JacksonWink Fight Night 1              | 25 de febrero de 2017    | 2     | 1:13   | Albuquerque, Nuevo México |                                         |
| Victoria  | 5-0    | Jesus Urbina         | Decisión (unánime)                         | KOTC: Thunder                          | 31 de octubre de 2015    | 3     | 5:00   | Socorro, Texas            |                                         |
| Victoria  | 4-0    | Alejandro Diaz       | Sumisión (estrangulamiento por detrás)     | KOTC: Warriors                         | 8 de agosto de 2015      | 2     | 1:35   | Socorro, Texas            |                                         |
| Victoria  | 3-0    | Roger Reyes          | Sumisión (estrangulamiento por triángulo)  | Rocks Xtreme MMA 12                    | 28 de febrero de 2015    | 1     | 2:14   | Harker Heights, Texas     |                                         |
| Victoria  | 2-0    | Rudy Kennedy         | Sumisión (puñetazos)                       | Triple A MMA 11                        | 6 de diciembre de 2014   | 2     | 2:53   | Santa Fe, Nuevo México    |                                         |
| Victoria  | 1-0    | Levi Lucero          | Sumisión (estrangulamiento por detrás)     | Triple A MMA 5                         | 29 de marzo de 2014      | 1     | 1:37   | Santa Fe, Nuevo México    | Debut en el peso mosca.                 |